# Igreja de São Francisco de Paula (Lisboa)
A Igreja de São Francisco de Paula, também referida como Convento de São Francisco de Paula, encontra-se situada na Rua Presidente Arriaga, 86, na freguesia da Estrela em Lisboa, na zona histórica do bairro da Pampulha. 
Pertencia à Ordem dos Mínimos tendo sido construída sobre uma ermida começada em 1719 para dar assistência ao seu hospício e que, na sua sequência, ao ter sido convertido em convento regular, sofreu alterações à custa de Dona Mariana Vitória de Bourbon, mulher do rei D José I, com obras começadas a 1743, terminadas em Abril de 1765, e inaugurada a 4 de Maio do mesmo ano.
A fachada da igreja apresenta duas torres sineiras e no seu interior podem-se observar algumas obras de Vieira Lusitano. O tecto da nave é todo preenchido por pinturas. Na decoração do interior da igreja foram utilizados diversos mármores e talha douradas.
No interior é de salientar ainda, o túmulo da referida rainha D. Mariana Vitória. Esse túmulo, obra de Machado de Castro está classificado como Monumento Nacional.

## Classificação
Esta igreja está classificada como Imóvel de Interesse Público desde 17 de Novembro de 1977.